# Johnny Galecki
John Mark «Johnny» Galecki (Bree, Bélgica, 30 de abril de 1975) es un actor y cantante estadounidense. Es conocido por sus papeles como David Healy en la comedia Roseanne y como el físico Leonard Hofstadter en la serie The Big Bang Theory de la cadena de televisión CBS.

## Biografía
Nació en Bree, Bélgica, donde su padre Richard Galecki estaba al servicio de la Fuerza Aérea de los Estados Unidos, y se mudó a Chicago cuando tenía tres años. Su madre, Mary Louise "Mary Lou" Noon, era una consultora de hipotecas. Sus padres son estadounidenses de ascendencia siciliana, irlandesa y polaca.
Galecki tiene un hermano menor, Nick, a quien describe como un "genio de la mecánica", y una hermana menor, Allison. Galecki creció en Oak Park, Illinois.
Con 17 años comenzó a actuar en producciones teatrales muy prestigiosas como El violinista en el tejado, Pippin y Galileo, con Brian Dennehy, en el teatro Goodman de Chicago.

## Vida personal
Galecki estuvo involucrado en una corta relación con Kaley Cuoco, su compañera en la serie The Big Bang Theory, con la que estuvo saliendo durante las dos primeras temporadas de emisión de la serie.
Galecki posee 360 acres (145,687 ha) de tierra en el norte de California. La propiedad tiene una pequeña cabaña y viñedos. Como curiosidad cabe destacar su condición de vegetariano.
Entre 2012 y 2014 fue pareja de Kelli Garner, conocida por haber participado en los videoclips de la banda Green Day, primero como coprotagonista en "Jesus of Suburbia" y luego como protagonista en "Whatsername".
En mayo de 2019, confirmó que estaba esperando su primer hijo (un varón) con su actual novia, Alaina Meyer. Su hijo Avery nació el 4 de diciembre de 2019. En noviembre de 2020 se reportó que Galecki y Meyer se separaron.
En febrero del 2024, se confirmó por medio de las redes sociales que se casó en secreto con Morhan Galecki después del nacimiento de su hija, Oona Evelena.

## Filmografía

### Cine
| Año  | Título                                | Rol                      |
| ---- | ------------------------------------- | ------------------------ |
| 1987 | Murder Ordained                       | Doug Rule                |
| 1988 | A Night in the Life of Jimmy Reardon  | Toby Reardon             |
| 1989 | Prancer                               | Billy Quinn              |
| 1989 | National Lampoon's Christmas Vacation | Russell 'Rusty' Griswold |
| 1990 | In defense of a Married Man           | Eric                     |
| 1997 | I Know What You Did Last Summer       | Max Neurick              |
| 1997 | Suicide Kings                         | Ira Reder                |
| 1997 | Bean                                  | Stingo Wheelie           |
| 1998 | Lo opuesto al sexo                    | Jason Bock               |
| 2000 | Bounce                                | Seth                     |
| 2000 | Playing Mona Lisa                     | Arthur                   |
| 2001 | Vanilla Sky                           | Peter Brown              |
| 2001 | Morgan's Ferry                        | Darcy                    |
| 2003 | Bookies                               | Jude                     |
| 2004 | White Like Me                         | Marcus                   |
| 2004 | Chrystal                              | Barry                    |
| 2005 | Happy Endings                         | Miles                    |
| 2007 | Who You Know                          | David                    |
| 2008 | Hancock                               | Jeremy                   |
| 2009 | Table for Three                       | Ted                      |
| 2011 | In Time                               | Borel                    |
| 2013 | CBGB                                  | Terry Ork                |
| 2015 | The Master Cleanse                    | Paul                     |
| 2017 | Rings                                 | Gabriel Brown            |
| 2019 | A Dog's Journey                       | Henry                    |

### Series de televisión
| Año         | Serie               | Personaje          | Episodios     |
| ----------- | ------------------- | ------------------ | ------------- |
| 1990        | Hardball            | Male Escort #1     | 1 episodio    |
| 1990 - 1991 | American Dreamer    | Danny Nash         | 17 episodios  |
| 1991        | Blossom             | Jason              | 1 episodio    |
| 1992        | Billy               | David MacGregor    | 13 episodios  |
| 1992 - 1997 | Roseanne            | David Healy        | 92 episodios  |
| 1993        | Civil Wars          | Greg Stolbach      | 1 episodio    |
| 2000        | The Norm Show       | Dale Stockhouse    | 2 episodios   |
| 2000        | Batman Beyond       | Knux (voz)         | 1 episodio    |
| 2004        | LAX                 | Leland Pressman    | 1 episodio    |
| 2005        | My Name Is Earl     | Scott              | 1 episodio    |
| 2005 - 2006 | Hope & Faith        | Jay                | 3 episodios   |
| 2006        | Padre Made in USA   | Arnie (voz)        | 1 episodio    |
| 2006 - 2007 | My Boys             | Trouty             | 3 episodios   |
| 2007- 2019  | The Big Bang Theory | Leonard Hofstadter | 279 episodios |
| 2009        | Family Guy          | Leonard Hofstadter | 1 episodio    |
| 2011        | Entourage           | Él mismo           | 3 episodios   |
| 2018        | Roseanne (Revival)  | David Healy        | 1 episodio    |
| 2018        | The Conners         | David Healy        | 2 episodios   |